# Mesoleius hypoleucus
Mesoleius hypoleucus là một loài tò vò trong họ Ichneumonidae.